# ماسیمو کانیزارو
ماسیمو کانیزارو (انگلیسی: Massimo Cannizzaro؛ زادهٔ ۳ آوریل ۱۹۸۱) بازیکن فوتبال اهل آلمان است.
از باشگاه‌هایی که در آن بازی کرده‌است می‌توان به باشگاه فوتبال هولشتاین کیل، باشگاه فوتبال اوردینگن ۰۵، باشگاه فوتبال اس‌سی فورتونا کلن، و باشگاه فوتبال قوت-وایس ارفورت اشاره کرد.